# Fuerza Aérea Bangladesí
La Fuerza Aérea de Bangladés  (en bengalí:  বাংলাদেশ বিমান বাহিনী o Bangladesh Biman Bahini), fue fundada en 1971 durante la independencia del país.
Con 27.000 hombres, de la Fuerza Aérea de Bangladés implementa:
3,686 civilians
166 aircraft
- 3 Bell 206L LongRanger
- 12 Bell 212
- 4 C-130B Hércules
- 4 Cessna 152
- 2 Cessna 337 F
- 12 Cessna T-37 B
- 22 F-7MG/F-7M Chengdu
- 7 Chengdu FT-7B
- L-8 39ZA Albatros
- 12 Nanchang A-5C Fantan
- 36 Nanchang CJ-6
- 10 Shenyang FT-6 (MiG-19)
- 3 An-26
- 3 An-32
- 15 Mi-17
- 6 MiG-29
- 2 MiG-29UB